# أق تشة لو
أق تشة لو هي قرية في مقاطعة مشكين شهر، إيران. يقدر عدد سكانها بـ 127 نسمة بحسب إحصاء 2016.